# Umberto Petrin
Umberto Petrin (Broni, 15 luglio 1960) è un pianista italiano.
Si occupa di jazz e di musica contemporanea.

## Biografia
Parallelamente agli studi di Chimica, da ragazzo si dedica allo studio del pianoforte e consegue il diploma al Conservatorio. Contemporaneamente si interessa alla poesia contemporanea, collaborando a riviste letterarie e pubblicando due raccolte. Vince diversi concorsi di poesia e partecipa a numerosi reading.
Nel 1984 intraprende l'attività di musicista di jazz con un proprio trio. Viene notato da musicisti e critici e nel 1989 è chiamato nel gruppo di Tiziana Ghiglioni, con la quale collabora fino al 1996. Sia come leader che come ospite di importanti formazioni affronta ogni stile jazzistico fino al free jazz.
Intraprende vari progetti di sincretismo tra musica d'improvvisazione ed altre arti, poesia, videoarte, performance, collaborando con alcuni tra i maggiori poeti italiani, come Luigi Pasotelli, Milo de Angelis, Giovanni Fontana, Tomaso Kemeny.
Notevole successo riscuotono gli album: “Breath and Whispers” in duo con Lee Konitz (1994), “Monk's World” (con l'avallo del poeta Amiri Baraka, Piano Solo 1997) ed “Ellissi” (con ospite Tim Berne, 1999).
Nel 1997 è invitato nella prestigiosa formazione italiana Italian Instabile Orchestra, con la quale svolge tournée in tutto il mondo. Resta nell'Instabile fino al 2009.
Dal 2001 collabora con la Cineteca Italiana di Milano per la sonorizzazione di importanti film muti restaurati.
Nel 2004 costruisce un importante concerto/performance per pianoforte-elettronica e video, Beuys Voice, insieme a Lucrezia De Domizio, storica e seguace del pensiero beuysiano, sull'ultimo prezioso video dell'artista tedesco Joseph Beuys. La performance già ripetuta circa 15 volte in Festival e Musei d'Europa (alla 52ª Biennale d'Arte Contemporanea di Venezia, all'Anfiteatro Greco di Sparta, in Spagna, all'Auditorium di Girona, alla Kunsthaus di Zurigo, al Teatro di Pisa, Napoli, Grosseto…).
Nel 2011 Beuys Voice diventa anche un libro ed un CD, pubblicato da Mondadori Electa e presentato ufficialmente al Kunsthaus di Zurigo, con il supporto vocale del soprano Susie Helena Georgiadis.
Dal 1999 inizia un sodalizio artistico con Stefano Benni, uno tra i più famosi scrittori italiani.
Dal 2000 costituisce un duo ed un trio con Gianluigi Trovesi, con il quale ha pubblicato un cd per la prestigiosa etichetta ECM (Vaghissimo ritratto, 2007), pluripremiato dalla critica.
Nel 2006 costituisce un duo con il trombettista francese Jean-Luc Cappozzo, col quale realizza un cd (Law Years) per l'etichetta SOUL NOTE (2007).
Compie vari tour in Svizzera, Germania, Spagna.
Realizza un nuovo impegnativo progetto insieme a Stefano Benni, realizzando ed eseguendo le musiche per The Waste Land di Thomas Stearns Eliot, pubblicata su cd-audiolibro (con Benni come voce recitante).
Nel 2011 pubblica in solo A dawn will come per l'etichetta inglese Leo Records (che ottiene un notevole successo di critica, valutato eccellentemente dalle riviste Jazz Magazine francese, dalla belga Free Jazz e risulta tra i migliori album del 2011 nel sondaggio U.S.A di CultureCatch) e costruisce un nuovo progetto con live electronics.
Al Festival Iseo Jazz 2011 è invitato per eseguire un intero programma su brani originali di Cecil Taylor in “Piano Solo”.
Nel 2012 si esibisce a "The Stone" di New York.
Nel 2014 pubblica in Piano solo un nuovo album, "Traces and Ghosts" (Leo Records-UK) che ottiene pieno successo di critica e viene riconosciuto come "Disco CHOC" dalla rivista francese Jazz Magazine-Jazzman. 
Successivamente suona in Piano solo al Festival Jazz di Lisbona e nuovamente a New York, allo Spectrum.
Inizia una collaborazione con l’Istituto Nazionale di Fisica Nucleare e con il CERN, dai quali è invitato più volte ad esibirsi nell’ambito dei Festival della Scienza. 
Nel 2017 esce l'album "Twelve Colours and Synesthetic Cells" (Thinking of Alexandr Skrjabin) in duo con Gianluigi Trovesi.
Nel 2018 è invitato dalla cantante brasiliana Rosàlia De Souza come ospite nel suo nuovo album, “Tempo” (NAU Rec.). 
Alcuni brani del CD portano la sua firma. 
Realizza una serie di puntate musicali per la RSI 2 Svizzera insieme al vocalist Boris Savoldelli. 
Invitato come ospite nell'ensemble L'Arpeggiata di Christina Pluhar,  nel 2019 costituisce un nuovo duo con  Tino Tracanna (sax) e nel 2020 inizia una collaborazione con il quartetto Lunatics del percussionista Francesco D'Auria, insieme allo stesso Tracanna al sax  e a Roberto Cecchetto (chitarra el).
Il suo nuovo album "Everybody Dance - The Music of Chic" esce in edicola nel febbraio 2022 come allegato al mensile  Musica Jazz ed ottiene un notevole successo. Insieme al pianista sono presenti Danilo Gallo al basso elettrico e Ferdinando Faraò alla batteria, a cui si aggiungono in alcuni brani la voce di Alessia Marcandalli e il synth di Giacomo Jack Zorzi.
Ha inciso oltre 80 dischi e collaborato sia in studio che dal vivo con numerose personalità di spicco del jazz internazionale come Lester Bowie, Cecil Taylor, Tim Berne, Steve Lacy, Paul Lovens, Paul Rutherford, Enrico Rava, Lee Konitz, Barry Altschul, Robbie Robertson, Paolo Fresu, Michael Moore, Willem Breuker, Misha Mengelberg, Han Bennink, Marc Ducret, Yves Robert, Evan Parker, Michel Godard, Assif Tsahar, Lanfranco Malaguti, Antonello Salis, Renato Borghetti, Gianni Coscia, Gianluigi Trovesi, Italian Instabile Orchestra.